# Diósgyőri VTK
Diósgyőri Vasgyárak Testgyakorlók Köre (Diósgyőri VTK, DVTK) – węgierski klub piłkarski z siedzibą w mieście Miszkolc. Obecnie klub uczestniczy w rozgrywkach Nemzeti Bajnokság I.

## Historia

### Chronologia nazw
- 1910: Diósgyőr-Vasgyári Testgyakorlók Köre
- 1938: Diósgyőri Magyar Állami Vas-, Acél- és Gépgyár Sport Club (Dimávag SC)
- 1945: Diósgyőri Vasgyárak Testgyakorló Köre
- 1949: Diósgyőri Vasas SK
- 1956: Diósgyőri VTK
- 1992: Diósgyőri Football Club
- 2000: Diósgyőri VTK
- 2003: Diósgyőri VTK 1910
- 2004: Diósgyőri Balaton FC (fuzja z BFC Siófok)
- 2004: Diósgyőri VTK-BFC (fuzja z BFC Siófok)
- 2006: Diósgyőri VTK

## Sukcesy
- Nemzeti Bajnokság I
  - 3. miejsce (1): 1978/1979
- Puchar Węgier
  - zwycięstwo (2): 1977, 1970
  - finał (4): 1942, 1965, 1981, 2014
- Puchar Ligi Węgierskiej
  - zwycięstwo (1): 2014

## Europejskie puchary
Legenda do wszystkich tabel:
- Q – runda eliminacyjna, 1/16, 1/8, 1/4, 1/2 – odpowiednia faza rozgrywek, Grupa – runda grupowa, 1r gr – pierwsza runda grupowa, 2r gr – druga runda grupowa, F – finał, R – runda, PO – play-off
- k. – rzuty karne, los. – losowanie, Dogr. – dogrywka, w. – zasada bramek strzelonych na wyjeździe

| Sezon   | Rozgrywki                 | Runda | Przeciwnik           | Dom | Wyjazd | Ogólnie     |
| ------- | ------------------------- | ----- | -------------------- | --- | ------ | ----------- |
| 1977/78 | Puchar Zdobywców Pucharów | 1R    | Beşiktaş JK          | 5–0 | 0–2    | 5–2         |
| 1977/78 | Puchar Zdobywców Pucharów | 2R    | Hajduk Split         | 2–1 | 1–2    | 3–3, k: 3–4 |
| 1979/80 | Puchar UEFA               | 1R    | Rapid Wiedeń         | 3–2 | 1–0    | 4–2         |
| 1979/80 | Puchar UEFA               | 2R    | Dundee United        | 3–1 | 1–0    | 4–1         |
| 1979/80 | Puchar UEFA               | 3R    | 1. FC Kaiserslautern | 0–2 | 1–6    | 1–8         |
| 1980/81 | Puchar Zdobywców Pucharów | Q     | Celtic F.C.          | 2–1 | 0–6    | 2–7         |
| 1998    | Puchar Intertoto          | 1R    | Sliema Wanderers     | 2–0 | 3–2    | 5–2         |
| 1998    | Puchar Intertoto          | 2R    | Altay SK             | 0–1 | 1–1    | 1–2         |
| 2014/15 | Liga Europy               | 1Q    | Birkirkara           | 2–1 | 4–1    | 6–2         |
| 2014/15 | Liga Europy               | 2Q    | Liteks Łowecz        | 1–2 | 2–0    | 3–2         |
| 2014/15 | Liga Europy               | 3Q    | FK Krasnodar         | 1–5 | 0–3    | 1–8         |

## Skład na sezon 2017/2018
| Nr | Poz. | Piłkarz                                               |
| -- | ---- | ----------------------------------------------------- |
| 1  | BR   | Erik Bukrán                                           |
| 4  | OB   | Márk Tamás                                            |
| 5  | OB   | Zoltán Lipták (kapitan)                               |
| 6  | PO   | Diego Vela                                            |
| 7  | NA   | Gábor Makrai                                          |
| 8  | PO   | Florent Hasani                                        |
| 9  | NA   | Patrik Bacsa                                          |
| 10 | NA   | Roland Ugrai                                          |
| 14 | NA   | Zsolt Óvári                                           |
| 15 | PO   | Barnabás Tóth                                         |
| 19 | OB   | Tibor Nagy                                            |
| 20 | PO   | Attila Busai                                          |
| 21 | PO   | Gergő Kocsis (wypożyczony z DAC 1904 Dunajská Streda) |

| Nr | Poz. | Piłkarz           |
| -- | ---- | ----------------- |
| 22 | BR   | Ivan Radoš        |
| 23 | OB   | Dávid Forgács     |
| 25 | OB   | Dušan Brković     |
| 27 | NA   | Ákos Szarka       |
| 33 | NA   | Nikolaos Joanidis |
| 48 | OB   | Dejan Karan       |
| 50 | PO   | Bence Bárdos      |
| 71 | PO   | Serhij Szestakow  |
| 81 | OB   | Patrik Ivánka     |
| 87 | OB   | Róbert Tucsa      |
| 94 | OB   | Gábor Eperjesi    |
| 99 | BR   | Botond Antal      |